# Boeing Orbital Flight Test
Boeing Orbital Flight Test (Boeing OFT) — перший тестовий політ пілотованого космічного корабля (КК) Starliner компанії Boeing до МКС без людей на борту. Запуск відбувся 20 грудня 2019 року ракетою Atlas V N22 у рамках контракту із НАСА Commercial Crew Development щодо доставки на МКС членів екіпажу та вантажу. NSSDC ID — 2019-094A, номер за супутниковим каталогом — 44900. Унаслідок збою в роботі програмного забезпечення корабель не зміг долетіти до космічної станції, але здійснив вдале приземлення. Невдовзі було вирішено повторити місію, позаяк затверджене контрактом завдання щодо автоматизованого зближення із МКС та стикування до неї виконано не було.

## Корисний вантаж
Під час польоту в кабіні замість екіпажу перебував одягнений у скафандр виробництва Boeing манекен із численними датчиками. Інформацію від них буде використано для оцінки перевантажень. Манекену було дано ім'я «Розі-ракетчиця» (Rosie the Rocketeer). Це присвята жінкам, що працювали над даним проєктом, за аналогією зі створеним у 1943 році художником Норманом Роквелом образом «Клепальниці Розі» (Rosie the Riverter), яка стала символом жінок, залучених до військової промисловості у роки Другої світової війни. На її голові пов'язана червона хустка, аналогічна тій, що зображена на плакаті 1942 року. Плакат також мав надпис «Ми можемо це зробити!» («We Can Do It!»), що теж є символічним.
Загалом корабель мав доставити до МКС близько 270 кг вантажу — переважно їжу для космонавтів, святкові подарунки, а також одяг та обладнання.

## Запуск та політ
Запуску передувала перевірка системи аварійного порятунку шляхом її активації, коли корабель знаходився на стартовому майданчику.
Starliner було запущено 20 грудня 2019 року об 11:36 (UTC). Уперше другий ступінь ракети під назвою «Centaur» полетів із двома двигунами. Він вивів КК на суборбітальну траєкторію з апогеєм 181,5 км та перигеєм 72,8 км. Подальший рух мав відбуватися за допомогою власних двигунів корабля. Таку траєкторію польоту обрано для зниження параметрів перевантаження екіпажу, які можуть виникнути у разі аварійного переривання польоту під час майбутніх запусків.
Стикування з МКС мало відбутися через 26 годин після запуску, 21 грудня о 13:27 (UTC). Корабель мав залишатися біля космічної станції протягом восьми днів, після чого, здійснивши входження в атмосферу, його капсула повинна була повернутися на Землю, приземлившись на території США.

## Проблеми

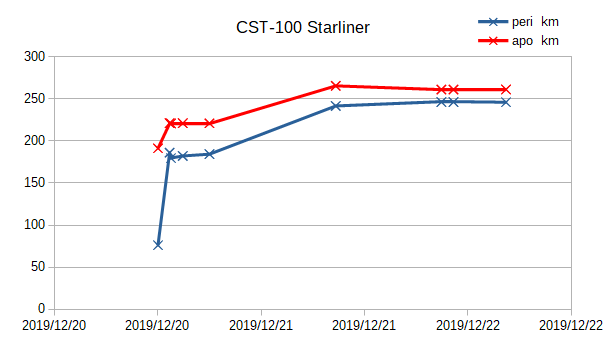
Апогей і перигей корабля

Після відстикування від другого ступеня ракети із програмним забезпеченням корабля виникли проблеми: на 31-й хвилині польоту Starliner замість того, щоб увімкнути власні основні двигуни «вирішив», що вже зробив це і став маневровими рушіями корегувати курс до космічної станції, витративши на це багато палива. НАСА намагалося зупинити цей процес, але через тимчасову втрату зв'язку із наземним центром керування не змогло зробити це вчасно. Корабель опинився на «стабільній орбіті», але стало зрозуміло, що підйому до МКС уже точно не відбуватиметься. Джим Брайденстайн впевнений, що у разі перебування на борту корабля астронавтів, вони б не постраждали, а навпаки — змогли б перейняти на себе керування Starliner і вчасно вирішити проблему.

## Посадка
22 грудня о 12:20 (UTC) Starliner увімкнув двигуни, здійснюючи деорбітацію. Через п'ять хвилин сервісний модуль відстикувався від посадкової капсули, щоб згоріти під час падіння. Капсулу ж від схожої участі захищав тепловий щит з абляційного матеріалу. Виконавши своє завдання, він відділився, і відбулося розкриття трьох парашутів. На дні капсули надулися шість рятівних подушок, які пом'якшили удар об землю. Посадка завершилася о 12:58 на полігоні «Білі піски» в Нью-Мексико.